# Eunidia vansoni
Eunidia vansoni là một loài bọ cánh cứng trong họ Cerambycidae.